# 凉姜乡
凉姜乡，是中华人民共和国四川省宜宾市翠屏区曾经下辖的一个乡。2019年8月，撤销高店镇和凉姜镇，设立双城街道办事处，以原高店镇和原凉姜镇所属行政区域为双城街道的行政区域。

## 行政区划
凉姜乡撤销前下辖以下地区：
双河场社区、九里社区村、金胜村、金利社区村、罗山社区村、崇德社区村、高庙社区村、新光社区村和三鱼村。